# 読売新聞奨学生過労死事件
読売新聞奨学生過労死事件（よみうりしんぶんしょうがくせいかろうしじけん）とは、1990年12月4日に東京都調布市の読売新聞の新聞販売店で発生した新聞奨学生の過労死事件。当該者の名前を冠した過労死裁判と呼ばれる場合もある。裁判が行われ、1999年7月27日新聞社と遺族との間に和解が成立した。

## 裁判から和解まで

### 事件発生
1990年12月4日の午後3時20分頃、販売店の作業場内で新聞奨学生の男性は嘔吐を伴う体調不良を訴え、そのまま昏倒。救急車で杏林大学病院へ搬送されたが午後9時30分に亡くなった。

### 提訴・係争へ
遺族は読売新聞側に原因の究明と今後の奨学生に対する条件改善を求めた。当時の読売新聞三角販売局次長は「訴状を読んだ上で誠実に対応したい」という報道へのコメントを残しているが実態が無く、1993年遺族側は東京地裁へ提訴を申し入れた。

### 和解成立とその後
1999年に読売新聞が遺族に和解金を支払う形で和解が成立。遺族側は「読売新聞側の落ち度が認められ、実質的な社会的責任も認められた事は評価できる」と報道コメントを残している。読売新聞は「当該男性の過労死と業務との因果関係は認めてはいないが、長期化する裁判で原告の気持ちを考え、和解する事で決着をつける形となった」と報道コメントを残した。これにより、過労死裁判は終了した。

## 報道記事・書籍

### 雑誌
週刊金曜日にて、記者の黒藪哲哉によって「ある新聞奨学生の死」と題された記事が発表された。新聞奨学生というシステム自体が含有する過酷な労働実態、奴隷労働的システムの指摘、批判を展開した。これにより黒藪哲哉は第3回「週刊金曜日ルポールタージュ大賞」報告文学賞を受賞。

### 書籍
黒藪哲哉 『新聞ジャーナリズムの「正義」を問う―販売現場からの告発』リム出版新社 (1998年9月) ISBN 978-4898001172

### Web
新聞労連のHPにかつて裁判を紹介するコーナーがあった。和解成立に基き現在は閉鎖されている。